# 위대한 독재자
《위대한 독재자》(The Great Dictator)는 찰리 채플린이 감독, 제작, 각본, 주연을 맡은 영화이다. 이 영화는 1940년에 개봉하였으며 아돌프 히틀러와 나치즘에 대한 풍자와 조롱이 담겨 있다. 이 때문에 나치 독일은 이 영화를 수입하지 않았다.

## 역사적 배경
〈위대한 독재자〉는 나치 독일에 의한 2차 세계대전의 비극을 예언한 영화로도 칭송받고 있는데, 나치 독일은 아돌프 히틀러 치하의 1933년부터 1945년까지의 독일을 가리킨다. 나치 독일은 일본 제국, 이탈리아 왕국과 동맹을 맺었고 이들 국가는 2차 세계대전을 일으킨 추축국들이다. 〈위대한 독재자〉의 힌켈은 아돌프 히틀러, 나폴로니의 박테리아국은 이탈리아 왕국으로 치환하면 될 것이다.
1939년 나치 독일이 폴란드를 침공하고 이에 영국과 프랑스가 선전포고를 하면서 2차 세계대전이 시작됐다. 바로 찰리 채플린이 〈위대한 독재자〉를 완성하기 직전 영국과 프랑스가 나치에 대해 선전포고를 했는데, 그가 쓴 자서전 〈찰리 채플린 : 나의 자서전〉에 따르면 요트를 타고 한 섬에서 주말을 보내던 중 라디오를 통해 그 소식을 전해 들었다. 1940년 영화가 개봉했고, 그 이듬해 히틀러는 러시아 침공을 단행했다.

## 줄거리

### 유대인 이발사

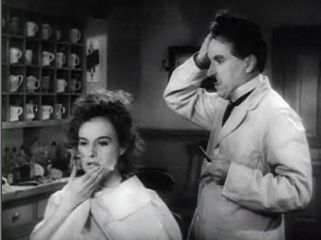
남주인공이 여주인공에게 면도를 할 뻔한 장면이다.

유대인 이발사는 토매니아(Tomainia)의 군대에 소속되어 제1차 세계 대전에 참전한다. 전투 도중 전우들과 떨어져 적군에게 도망치던 중 중요한 공문서를 전달 중이던 슐츠라는 이름의 장교를 구출하게 된다. 그와 함께 비행기를 몰고 가던 중 연료가 떨어져 비행기는 추락하게 되고 그 후유증으로 기억상실증에 걸려 여러 해를 병원에서 지낸다. 그 동안 전쟁에서 패배했던 토매니아는 독재자 아데노이드 힌켈 이 이끄는 쌍십자당(Double Cross)에 의해 철저한 독재국가로 탈바꿈한다. 힌켈은 내무장관인 가비치와 육군참모총장 겸 국방장관인 헤링의 보좌를 받으면서 강력한 지도력과 수려한 연설로 아리아인들을 쌍십자당의 깃발 아래 뭉치게 하는 한편 유대인들을 탄압한다.
이러한 와중에 이발사는 세상이 어떻게 바뀌었는지 모르는 상황에서 병원을 탈출하였다. 자신이 이전에 운영하던 이발소로 돌아온 이발사는 자신의 이발소 창문에 유대인이라는 표식을 그린 돌격대(특전대)에게 대들었다가 이웃 아가씨 한나와 사령관이 된 슐츠의 도움으로 위기에서 벗어난다. 이발사는 슐츠와 대화를 나누다 잃어버렸던 기억을 되찾는다. 그리고 옆집 제이클씨로부터 이발소를 다시 열고 영업을 한다.

### 독재자 힌켈

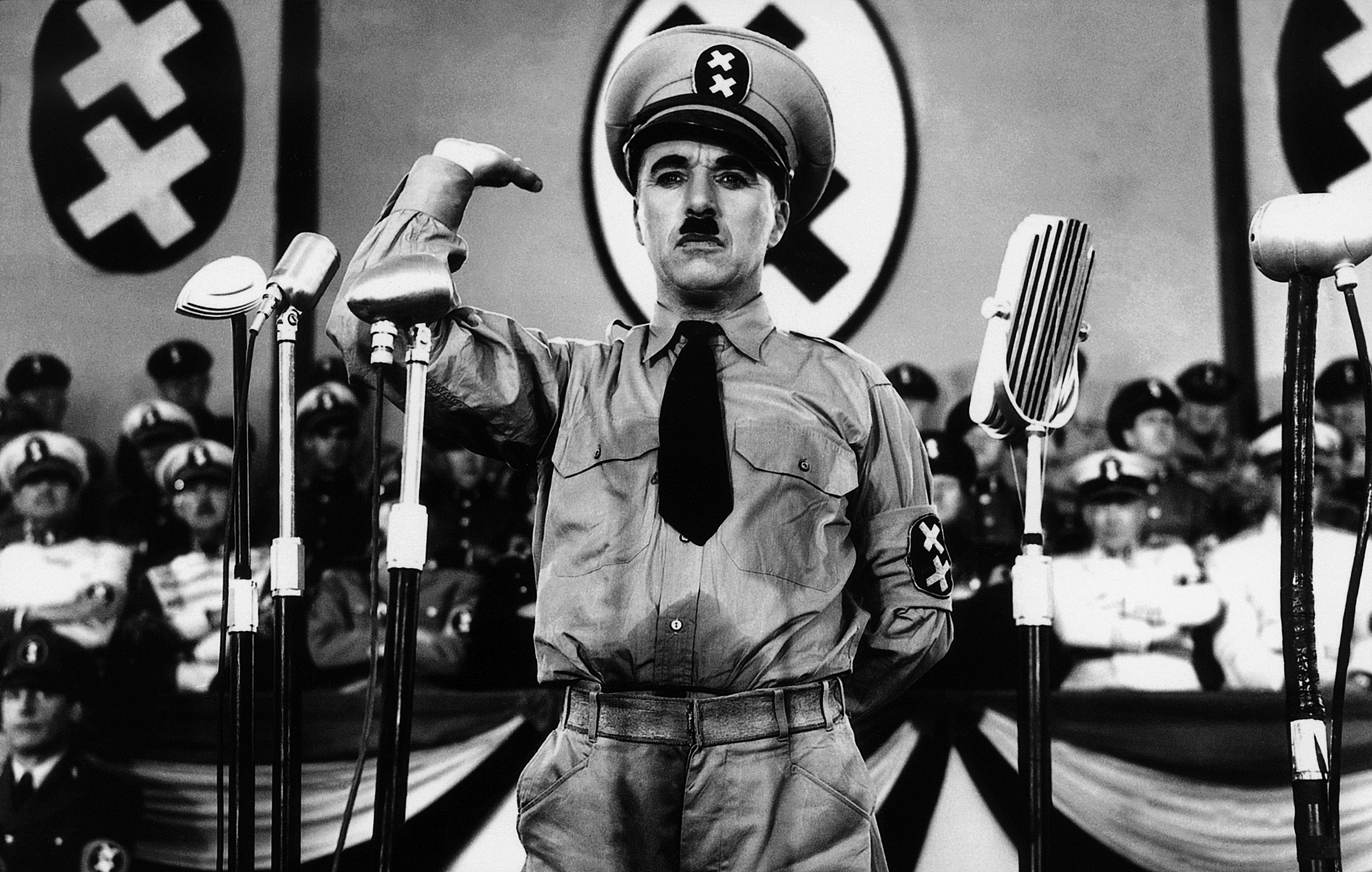
히틀러를 풍자한 채플린

독재자 힌켈은 세계 정복의 꿈을 실현하기 위해 눈코뜰 새 없이 바쁜 나날을 보내고 있었다. 힌켈은 오스테를리히(Osterlich)를 정복하기 위한 군자금을 마련하기 위한 방안을 궁리한다. 이에 가비치는 유대인 은행가인 엡스타인에게 돈을 빌리자고 조언한다. 힌켈은 그의 환심을 사려 유대인에 대한 탄압을 일시적으로 멈출 것을 지시하고 게토에는 짧은 평화가 찾아온다. 그 사이 이발사는 한나와 사귄다. 결국 둘은 가족들끼리 잘 만들어준 시간으로 데이트를 가기로 한다.
엡스타인과의 협상이 뜻대로 진행되지 않자 유대인에 대한 탄압이 재개된다. 슐츠는 힌켈의 유대인 탄압 정책에 대해 항명하다 체포되고, 이발사와 한나는 데이트를 하다 돌격대원에게 쫓기는 신세가 되어 집으로 도망친다. 슐츠는 제이클씨의 집으로 망명을 오고 유대인 5명이 총통 관저를 폭파시키려고 하지만 실패하고 슐츠와 이발사는 수용소에 간다. 한편 한나와 제이클씨의 가족들은 오스테를리히로 간다.

### 힌켈과 나폴리니
한편 힌켈은 오스테를리히 공격을 준비하던 중 이웃 나라인 박테리아(Bacteria)의 군대가 오스테를리히 국경에 집결하고 있다는 사실을 알게 된다. 이 때문에 힌켈은 박테리아의 독재자인 나폴리니를 초청하여 직접 협상을 하기로 결심한다. 결국 긴 협상 끝에 나폴리니와 서로 오스테를리히에 침공하지 않기로 힘들게 조약을 맺지만, 힌켈은 처음부터 이 협상을 지킬 의사가 없었다. 힌켈은 자신의 군대를 오스테를리히의 국경에 숨겨놓고, 자신은 사냥을 떠난척 한다. 이 와중에 슐츠와 이발사는 수용소를 탈출하여 토매니아군 장교의 옷을 입고 오스테를리히로 탈출하려 한다.

### 이발사의 연설
하지만 힌켈과 이발사가 우연히도 비슷하게 생겼기 때문에 일이 꼬이고 만다. 힌켈은 이발사로 오해받아 돌격대에 체포당하고, 이발사는 힌켈로 오해받아 슐츠와 함께 군대의 호위를 받으며 얼떨결에 오스테를리히 정복에 나선다. 이발사는 오스테를리히를 정복한 토매니아의 장병 앞에서 평소의 힌켈의 연설과는 판이하게 다른 반(反)독재, 평화, 민주주의에 대한 연설을 한다. 돌격대에게 집과 과수원을 약탈당해 좌절하고 있던 한나도 그 연설을 듣는다.

## 에피소드

### 연설 장면
이 영화의 연설 장면은 이 영화 최고의 장면으로 알려져 있다. 연설 내용은 다음과 같다.
미안합니다. 나는 황제가 되고 싶지 않습니다. 누군가를 다스리고도 싶지 않습니다. 가능하다면 모든 사람을 돕고 싶습니다. 유대인, 이방인, 흑인, 백인, 그 모든 사람들을 돕고 싶습니다. 남의 불행을 빌기 보다 행복하기를 빌고 싶습니다. 우린 남을 미워하거나 경멸하지 않습니다. 세상은 그 사람들에게 줄 양식과 대지를 주고 있습니다. 그 인생을 자유롭게 살 수도 있는데 우리는 그 방법을 잃고 말았습니다. 탐욕이 인간의 영혼을 중독시키고 세계를 증오의 장벽으로 가로막았는가 하면 불행과 죽음을 가져다 주었습니다. 급속도로 산업 발전을 이루었으나 우린 자신에게 갇혀버리고 말았습니다. 그것을 도운 기계는 우리에게 결핍을 가져다 주었습니다. 지식은 우리를 냉정하게 만들었습니다. 생각은 많이 하면서도 가슴으로 느끼는 것을 별로 없습니다. 기계보다는 인권이 중요하고 지식보다는 친절과 관용이 우선이어야 합니다. 그렇지 않으면 인생은 더욱 불행해질 것입니다. 비행기와 라디오 방송은 우리를 가깝게 하였습니다. 이런 발명은 전 지구인이 화해하라고 있는 것입니다. 지금도 내 목소리가 세계 온 곳에 들리겠죠. 그리고 가난하고 불행한 사람들에게도요. 그 분들에게 전합니다. 희망을 잃지 마세요. 이 불행은 발전을 두려워 하는 자들에 의해 벌어집니다. 이제 증오와 독재자는 사라지고 그들이 빼앗은 것은 다시 올 것입니다. 인간이 그것을 위해 목숨을 바칠 때까지는 그것은 사라지지 않을 것입니다.

군인들이여, 그대를 경멸하고 깔보고 그대들의 모든 삶을 통제하고 짐승처럼 다루고 조련하여 전쟁에 쓰는 저 자들에게 복속하지 마시오. 이런 자들, 기계의 마음을 가진 자들에게 굴복하지 마시오. 여러분은 짐승도 아니고 기계도 아닌 사람입니다. 저 자들만이 증오합니다. 군인들이여 싸웁시다. 누가복음 17장에는 '주의 왕국은 인간에게 있으니'라고 써져있습니다. 저 극악무도한 자들의 세상이 아니라 여러분의 세상이란 말이오. 여러분은 힘이 있습니다. 여러분은 기계도 만들 수 있고 행복도 만들 수 있습니다. 그 힘으로 민주주의 아래 하나가 됩시다.

모두에게 일을 할 기회를, 젊은이들에게 새 미래를, 노인에게 복지 시설을 나눠줍시다. 물론 저 극악무도한 자들도 그런 것을 약속했지만 그들은 평생 지키지 않습니다. 그들은 자신들에게만 가능성을 줍니다. 이제 우린 그 공약을 지키기 위해 싸워야 됩니다. 온 세계를 해방시키고 나라의 경계를 없애며 탐욕, 증오와 배척을 없애야 됩니다. 이성이 다스리는 나라, 기계를 통해 행복이 전해지는 나라를 만들어야 됩니다.

군인들이여, 민주주의의 이름 아래 하나가 됩시다!

## 캐스팅
- 찰리 채플린 : 유대인 이발사, 토매니아의 독재자 힌켈 역 (1인 2역)
- 폴렛 고더드 : 한나 역
- 잭 오키 : 박테리아의 독재자 나폴리니 역
- 레지널드 가디너 : 슐츠 사령관 역
- 헨리 대니얼 : 가비치 역
- 빌리 길버트 : 헤링 역